# Crystal Palace F.C.
Crystal Palace Football Club ali preprosto Crystal Palace je angleški nogometni klub s sedežem v Južnem Norwoodu, London. Klub je nastal 10. septembra 1905. Od leta 1964 igra večinoma v prvi in drugi angleški ligi. Od sezone 2013/14 ponovno igra v Premier League, potem, ko se je po osvojenem 5. mestu v 2. angleški ligi do nje prebil skozi dodatne kvalifikacije. Barvi dresov sta modra in rdeča. Domače tekme igra na stadionu Selhurst Parku.